# Idea Cellular
Idea Cellular (generalmente denominada Idea, o !dea) es un operador de red móvil indio con sede en Bombay, Maharashtra. La compañía Idea Cellular opera con tecnologísa GSM, así como en servicios móviles 2G, 3G y 4G. Por su número de usuarios, es el tercer operador móvil indio. La compañía tiene más de 191 millones de suscriptores (31 de diciembre de 2016). Idea Cellular Infrastructure Services es una de sus filiales y se encarga del mantenimiento de sus infraestructuras y redes.
En marzo de 2017, Vodafone e Idea Cellular han fusionado sus operaciones en India, con lo que dará lugar al nacimiento de la mayor operadora del país.

## Historia
Creada en 1995 por tres compañías, Aditya Birla Group, Tata Group y AT&T Wireless, cada una con un tercio de sus acciones, se fusionó en 2004 con Cingular Wireless. La nueva compañía fue valorada en el 32.9% de la compañía resultante. Más adelante, esta participación fue adquirida por dos fondos de inversión. Tata intervino en el mercado celular con su propia filial, Tata Indicom, un proveedor móvil con tecnología CDMA. La compañía Aditya Birla Group anunció en abril de 2006 la adquisición del 48,18% de Tata Group a 40,51 INR por acción por un importe de INR 44 060 millones. Con el 15% de la participación adquirida por Aditya Birla Nuvo y el restante por Birla TMT Holdings Private Ltd. ambas compañías familiares de AV Birla. Axiata compró una participación de 19,96% en la compañía en 2009.

### Fusión con Vodafone India
El 20 de marzo de 2017, Idea y Vodafone India anunciaron que sus respectivas juntas habían aprobado la fusión de las dos compañías. La fusión no incluirá la participación de 42% de Vodafone en Indus Towers Ltd. La fusión creará la compañía más grande de la telecomunicación en la India por los suscriptores y por los ingresos. Bajo los términos del acuerdo, la Vodafone tendrá una participación de 45,1% en la entidad combinada, el Grupo Aditya Birla tendrá un 26% y el resto de acciones se llevará a cabo por el público. Se espera que la fusión esté terminada para marzo de 2019, y la nueva entidad fusionada será renombrada en fecha posterior.

## Operaciones
Idea compite con otros operadores móviles importantes como Airtel, Vodafone, BSNL, Reliance Communications, Aircel, Telenor y Tata DoCoMo. Mientras Idea compitió muy estrechamente con los operadores entonces más pequeños como Reliance Communications, BSNL, Tata, Aircel en circa 2006-07, a 31 de diciembre de 2015, Idea ha ido muy por delante del resto de estos competidores clocking una cuota de mercado de ingresos de más de 18,5 Mientras que el resto permanece por debajo del 9%. En los últimos 3 años, Idea ha acorralado una cuota de mercado de ingresos incrementada del 33% dando una dura competencia a los líderes de mercado Airtel y Vodafone ganando 1/3 del mercado incremental, por encima de su cuota justa del mercado.
El 19 de mayo de 2010, en la licitación del espectro 3G, Idea pagó ₹ 57,68 mil millones (US $ 860 millones) por el espectro en 11 círculos. Idea lanzó sus primeros servicios 3G en 2011. A 31 de marzo de 2016, Idea Cellular ofrece servicios 3G en su propio espectro en 13 áreas de servicio de telecomunicaciones, siendo la última Delhi (NCR) y Kolkata. Idea ha lanzado sus propios servicios 4G LTE en más de 350 ciudades en 10 áreas de servicio de telecomunicaciones, incluyendo sus áreas de servicio de liderazgo como Maharashtra, Kerala, MP y CG, AP & T, Punjab y Haryana. Ahora ofrece servicios 4G en las áreas de servicio de Karnataka y Tamil Nadu que cubren grandes metros y mini metros de Chennai y Bangalore.
Idea reforzó su base de clientes tras el lanzamiento de MNP en India. Según la información disponible en el dominio público, Idea lidera el net port ins y está por delante de Airtel y Vodafone en ganar de la portabilidad de números móviles.